# Inga neblinensis
Inga neblinensis é uma espécie vegetal da família Fabaceae.
Apenas pode ser encontrada na Venezuela.